# Сафоново (Пореченская волость)
Сафо́ново — деревня в Великолукском районе Псковской области России. Входит в состав сельского поселения «Пореченская волость».
Расположена на юге волости, севернее озера Урицкое, в 45 км к югу от райцентра Великие Луки и в 10 км к юго-востоку от волостного центра Поречье.

## Население
Численность населения деревни по состоянию на 2000 год составляла 3 жителя, на 2010 год — 4 жителя.

## История
До 2005 года деревня входила в состав ныне упразднённой Урицкой волости.